# Audinghen
Audinghen est une commune française située dans le département du Pas-de-Calais en région Hauts-de-France. Ses habitants sont appelés les Audinghenois.
La commune fait partie de la communauté de communes de la Terre des Deux Caps.
Village du Boulonnais, il est connu pour abriter le cap Gris-Nez, étant ainsi la commune française la plus proche de l'Angleterre (environ 30 km seulement à vol d'oiseau). C'est l'une des huit communes formant le grand site des Deux Caps, labellisé « Grand Site de France » depuis 2011.
C'est sur le territoire de la commune que se trouve, au pied du phare du cap Gris-Nez, le centre régional opérationnel de surveillance et de sauvetage du Gris-Nez ou CROSS Gris-Nez, chargé de surveiller en permanence le trafic dans le pas de Calais, premier détroit international au monde en tonnage.

## Géographie

### Localisation
Audinghen est un village de la Côte d'Opale, au bord de la Manche, situé, à vol d'oiseau, à 14 km au nord de Boulogne-sur-Mer et 21 km au sud-ouest de Calais. Abritant le cap Gris-Nez, elle est la commune française la plus proche de l'Angleterre. Elle est située ainsi, à vol d'oiseau, à 36 km de Douvres et environ 140 km de Londres.
Elle appartient à la communauté de communes de la Terre des Deux Caps, à la région naturelle du Boulonnais et au parc naturel régional des Caps et Marais d'Opale.
Le territoire de la commune est limitrophe de ceux de trois communes.
Les communes limitrophes sont Tardinghen, Audresselles et Bazinghen.

### Géologie et relief
La superficie de la commune est de 13,09 km2 ; son altitude varie de 0  à   123 mètres.

### Hydrographie

#### Réseau hydrographique
La commune est située dans le bassin Artois-Picardie. Elle est drainée par le Wattermel, la Manchue, la Noirda et le ruisseau d'Onglevert,,.

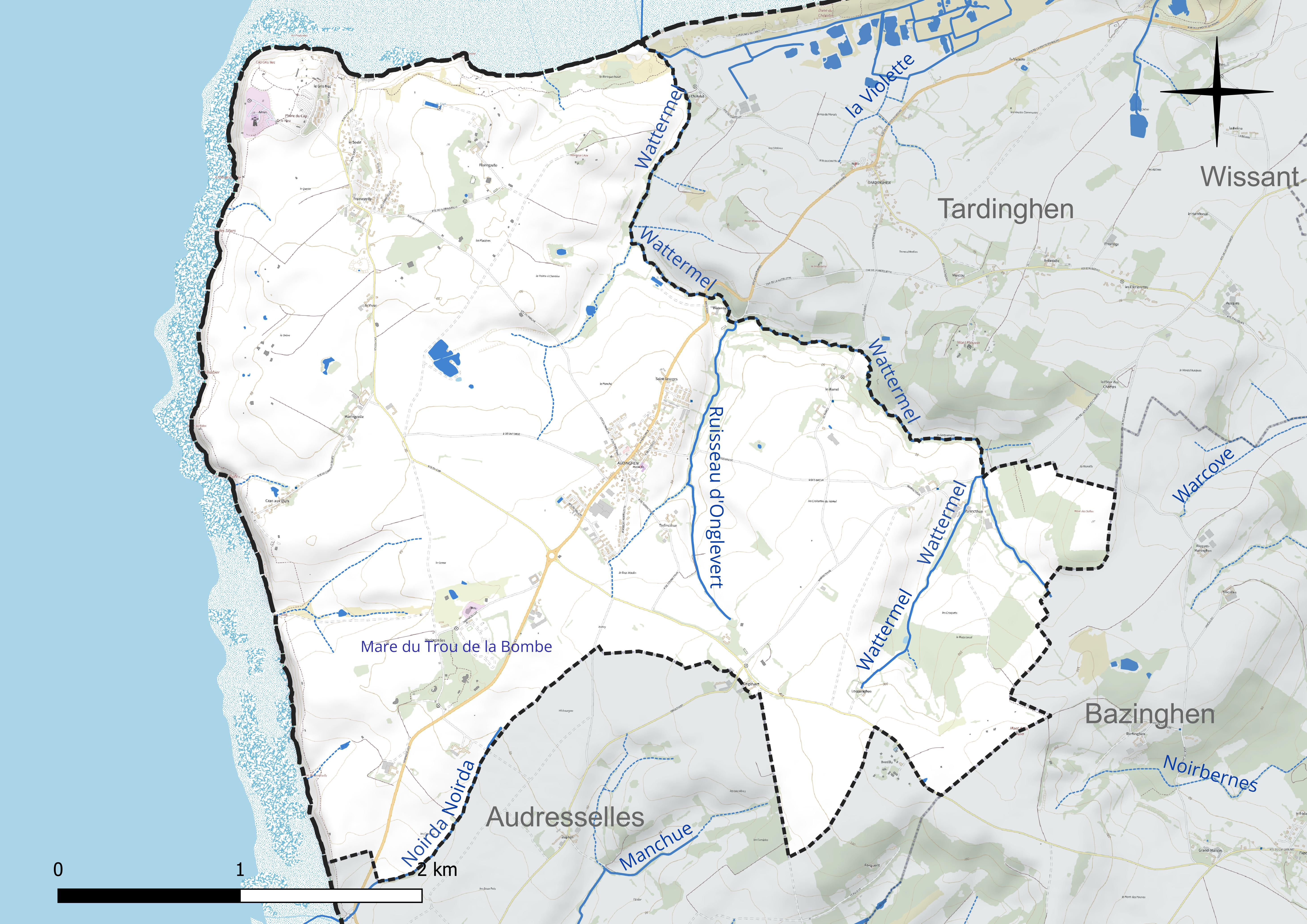
Réseau hydrographique d'Audinghen.

Un plan d'eau complète le réseau hydrographique : la mare du Trou de la Bombe (0 ha),.

#### Gestion et qualité des eaux
Le territoire communal est couvert par le schéma d'aménagement et de gestion des eaux (SAGE) « Bassin côtier du Boulonnais ». Ce document de planification concerne le Bassin côtier du Boulonnais, drainé par trois rivières côtières que sont la Liane, le Wimereux et la Slack. Ce territoire s'étend sur 700 km2. Le périmètre a été arrêté le 19 février 1998 et le SAGE proprement dit a été approuvé le 4 février 2004, puis révisé le 9 janvier 2013. La structure porteuse de l'élaboration et de la mise en œuvre est le syndicat mixte du Parc Naturel Régional des Caps et Marais d'Opale.
La qualité des cours d'eau peut être consultée sur un site dédié géré par les agences de l'eau et l'Agence française pour la biodiversité.

### Climat
Pour des articles plus généraux, voir Climat des Hauts-de-France et Climat du Pas-de-Calais.
En 2010, le climat de la commune est de type climat océanique franc, selon une étude du CNRS s'appuyant sur une série de données couvrant la période 1971-2000. En 2020, Météo-France publie une typologie des climats de la France métropolitaine dans laquelle la commune est exposée à un climat océanique et est dans la région climatique Côtes de la Manche orientale, caractérisée par un faible ensoleillement (1 550 h/an) ; forte humidité de l'air (plus de 20 h/jour avec humidité relative > 80 % en hiver), vents forts fréquents.
Pour la période 1971-2000, la température annuelle moyenne est de 10,4 °C, avec une amplitude thermique annuelle de 12,9 °C. Le cumul annuel moyen de précipitations est de 893 mm, avec 12,9 jours de précipitations en janvier et 8,3 jours en juillet. Pour la période 1991-2020, la température moyenne annuelle observée sur la station météorologique la plus proche, située sur la commune de Boulogne-sur-Mer à 14 km à vol d'oiseau, est de 11,2 °C et le cumul annuel moyen de précipitations est de 824,5 mm,. Pour l'avenir, les paramètres climatiques de la commune estimés pour 2050 selon différents scénarios d'émission de gaz à effet de serre sont consultables sur un site dédié publié par Météo-France en novembre 2022.

### Paysages
Pour un article plus général, voir Paysage en France.

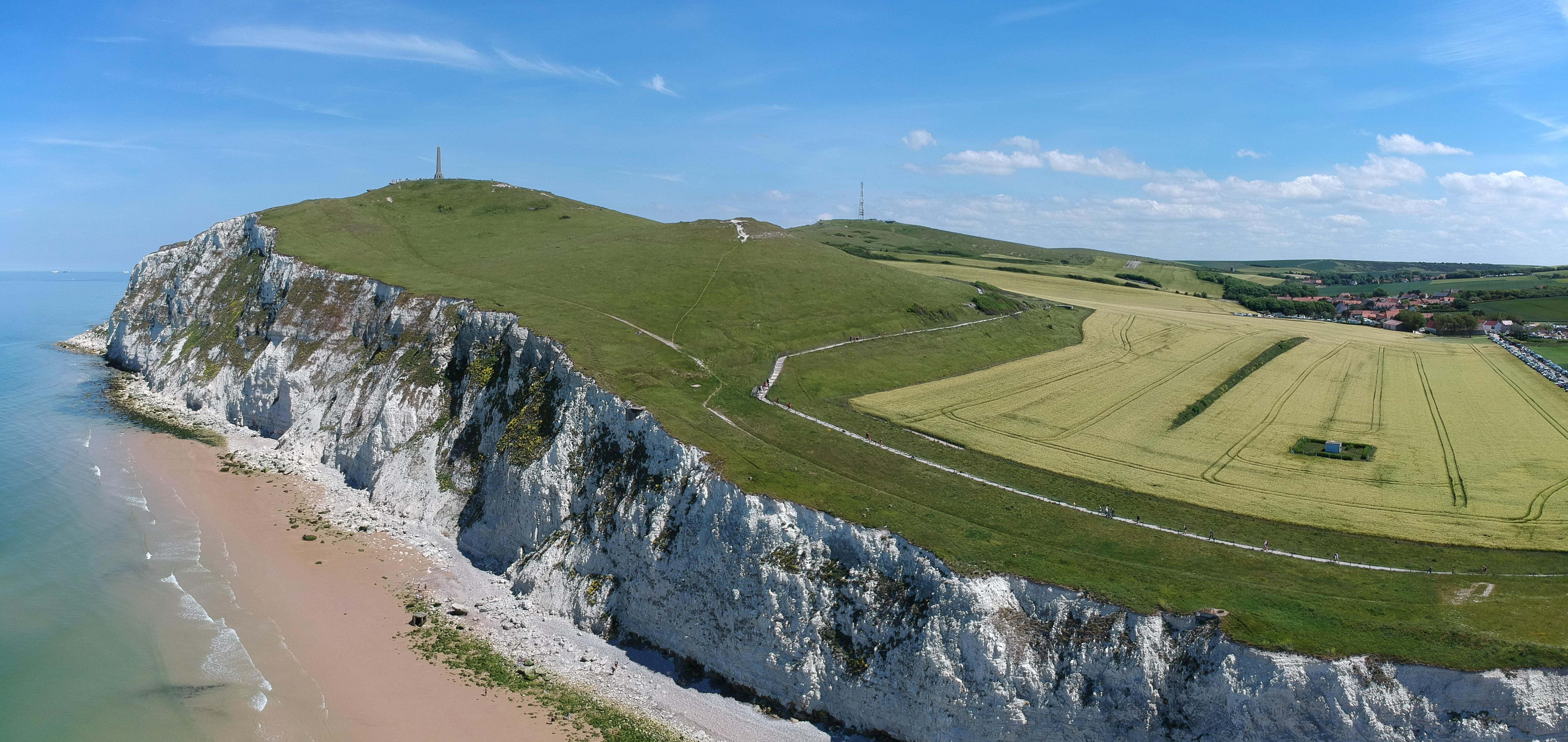
Une vue de ces « paysages des falaises d'Opale » et le cap Blanc-Nez.

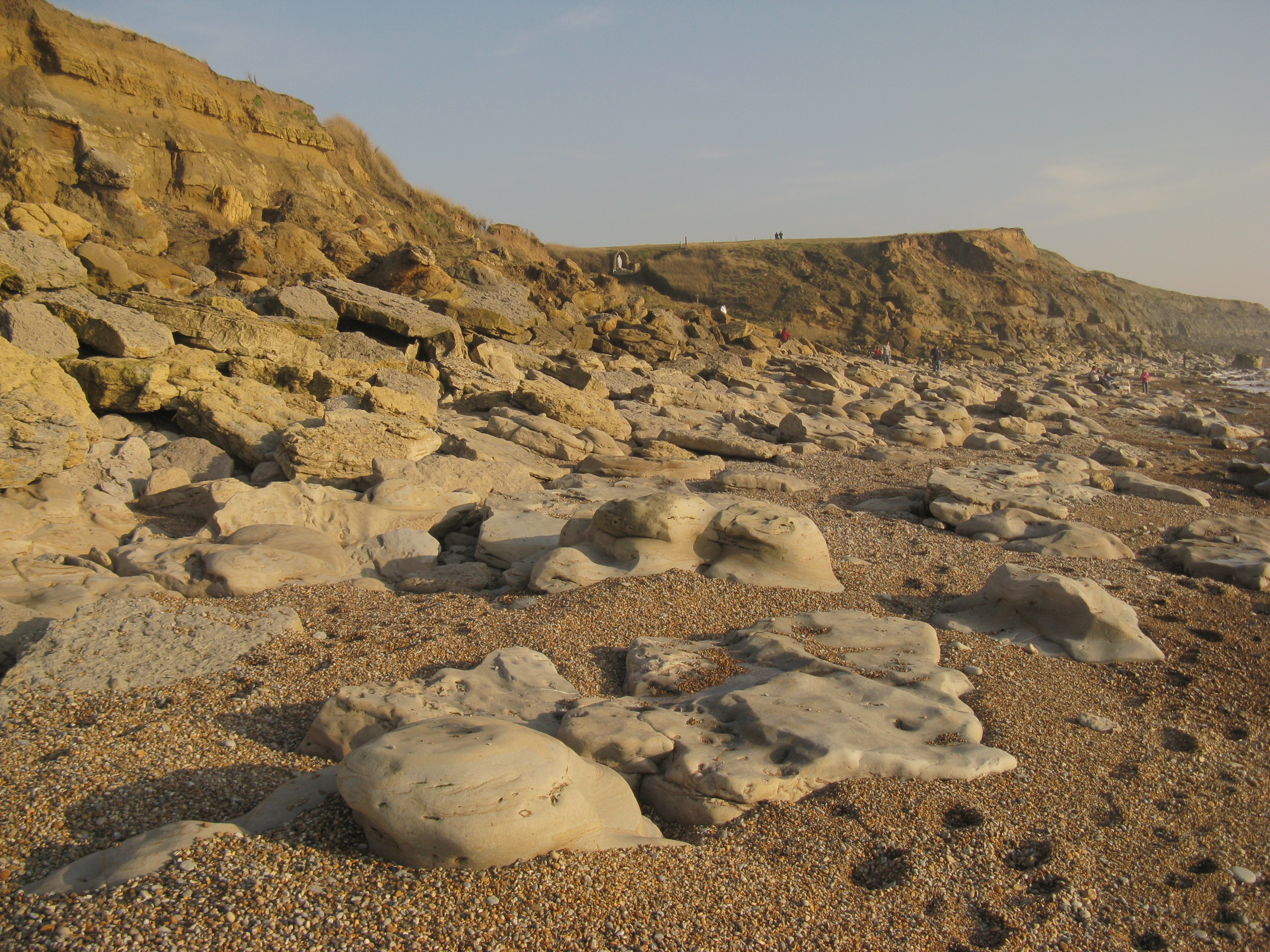
Le Cran Poulet ou Cran de la Vierge.

La commune s'inscrit dans les « paysages des falaises d'Opale » tels qu'ils sont définis dans l'atlas de paysages de la région Nord-Pas-de-Calais, conçu par la direction régionale de l'Environnement, de l'Aménagement et du Logement (DREAL),.
Ces « paysages des falaises d'Opale », qui concernent 30 communes, s'étendent le long de la côte, d'Équihen-Plage à Sangatte, sur une bande d’environ 50 kilomètres de long et d’un maximum de 5 kilomètres de large, l'autoroute A 16 étant la frontière à l'est. Ils sont constitués, d’une part, par les falaises d’Opale où se trouve le grand site des Deux Caps qui, avec le cap Blanc-Nez, culmine à 150 mètres, ces falaises offrent un belvédère sur le pas de Calais  avec la possibilité de voir les côtes d'Angleterre, et d'autre part, vers l'intérieur des terres, avec les paysages littoraux qui jouxtent ceux des « coteaux calaisiens et du pays de Licques », d'un paysage alternant collines, vallons et bocages.
L'occupation des sols se répartit en 43 % de cultures pour les paysages arrière-littoraux, 20 % de sols artificialisés, 20 % de prairies et forêts et 10 % de plage.
Les crans, constituent une des particularités de ces côtes à falaises. Les crans sont des vallées suspendues qui se sont retrouvées le « nez en l’air », soit du fait de l'affaissement du pas de Calais, soit par la baisse du niveau de la mer, comme le cran d'Escalles, le cran Mademoiselle, le cran Poulet, le cran Barbier, le cran des Sillers, le cran de Quette et le cran aux Œufs, situés, eux, sur la commune d’Audinghen.
Ces paysages sont traversés par trois fleuves côtiers, la Liane, le Wimereux et la Slack, et par le sentier de grande randonnée GR 120 ou GR littoral, appelé aussi sentier des douaniers, qui chemine le long de ces paysages.

### Milieux naturels et biodiversité

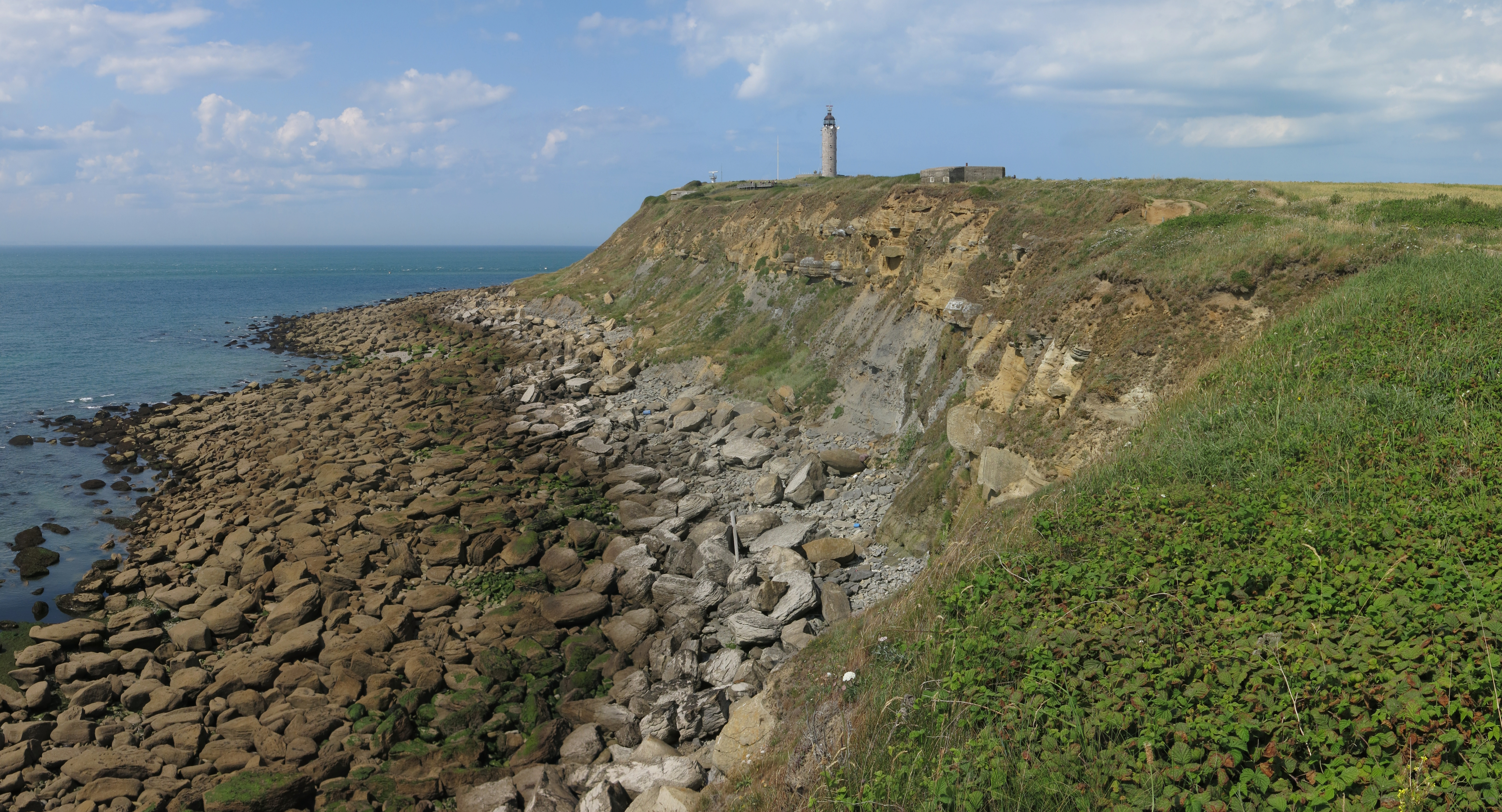
Le cap Gris-Nez.

#### Espaces protégés
La protection réglementaire est le mode d'intervention le plus fort pour préserver des espaces naturels remarquables et leur biodiversité associée.
Dans ce cadre, la commune fait partie de trois espaces protégés : 
- le parc naturel régional des Caps et Marais d'Opale, d'une superficie de 132 499 hectares réparties sur 154 communes, géré par le syndicat mixte d'aménagement et de gestion du parc naturel régional des caps et marais d'Opale[22] ;
- la baie de Wissant, terrain acquis par le Conservatoire du littoral, d'une superficie de 123,59 hectares[23] ;
- le cap Gris-Nez, d'une superficie de 163,044 hectares. Terrain acquis par le Conservatoire du Littoral[24].

#### Zones naturelles d'intérêt écologique, faunistique et floristique
L'inventaire des zones naturelles d'intérêt écologique, faunistique et floristique (ZNIEFF) a pour objectif de réaliser une couverture des zones les plus intéressantes sur le plan écologique, essentiellement dans la perspective d'améliorer la connaissance du patrimoine naturel national et de fournir aux différents décideurs un outil d'aide à la prise en compte de l'environnement dans l'aménagement du territoire.
Le territoire communal comprend trois ZNIEFF de type 1 :
- le site du cap Gris-Nez et falaise au nord d'Audresselles qui est le seul exemple de falaise européenne à soubassement de marnes kimméridgiennes recouvertes de sables et de lentilles de grès du Portlandien[25] ;

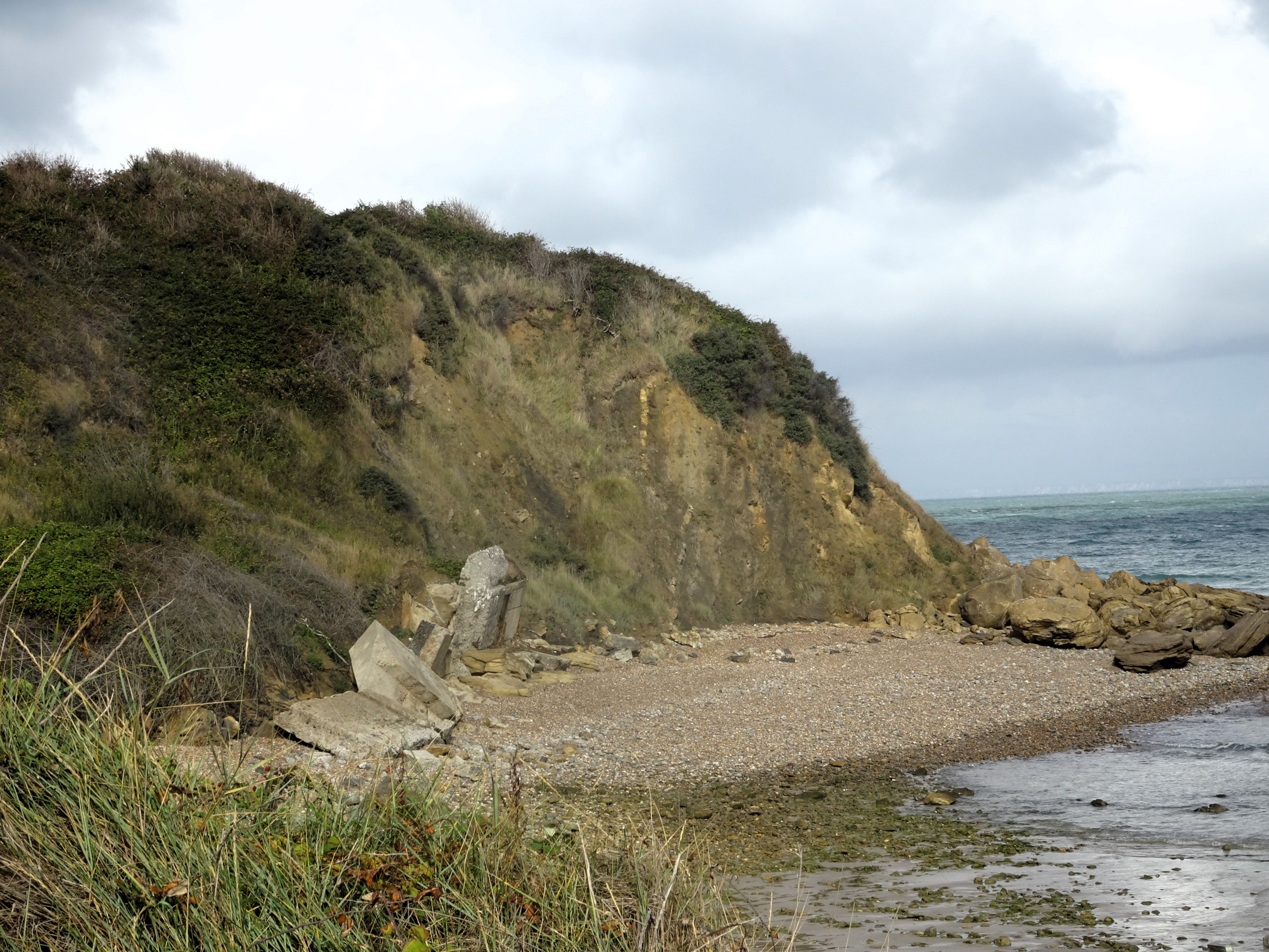
Audinghen - Pointe de la Courte Dune

- le site des dunes du chatelet et marais de Tardinghen[26] ;
- le site du bois et friches calcaires entre Audresselles, Bazinghen et Wissant. Ce site est constitué d'habitats non exploités de diverses natures (ourlets, végétations marnicoles plus ou moins hygrophiles, friches calcicoles…) ainsi que de boqueteaux de feuillus régionaux naturels ou plantés, marqués par les vents venant de la mer[27].

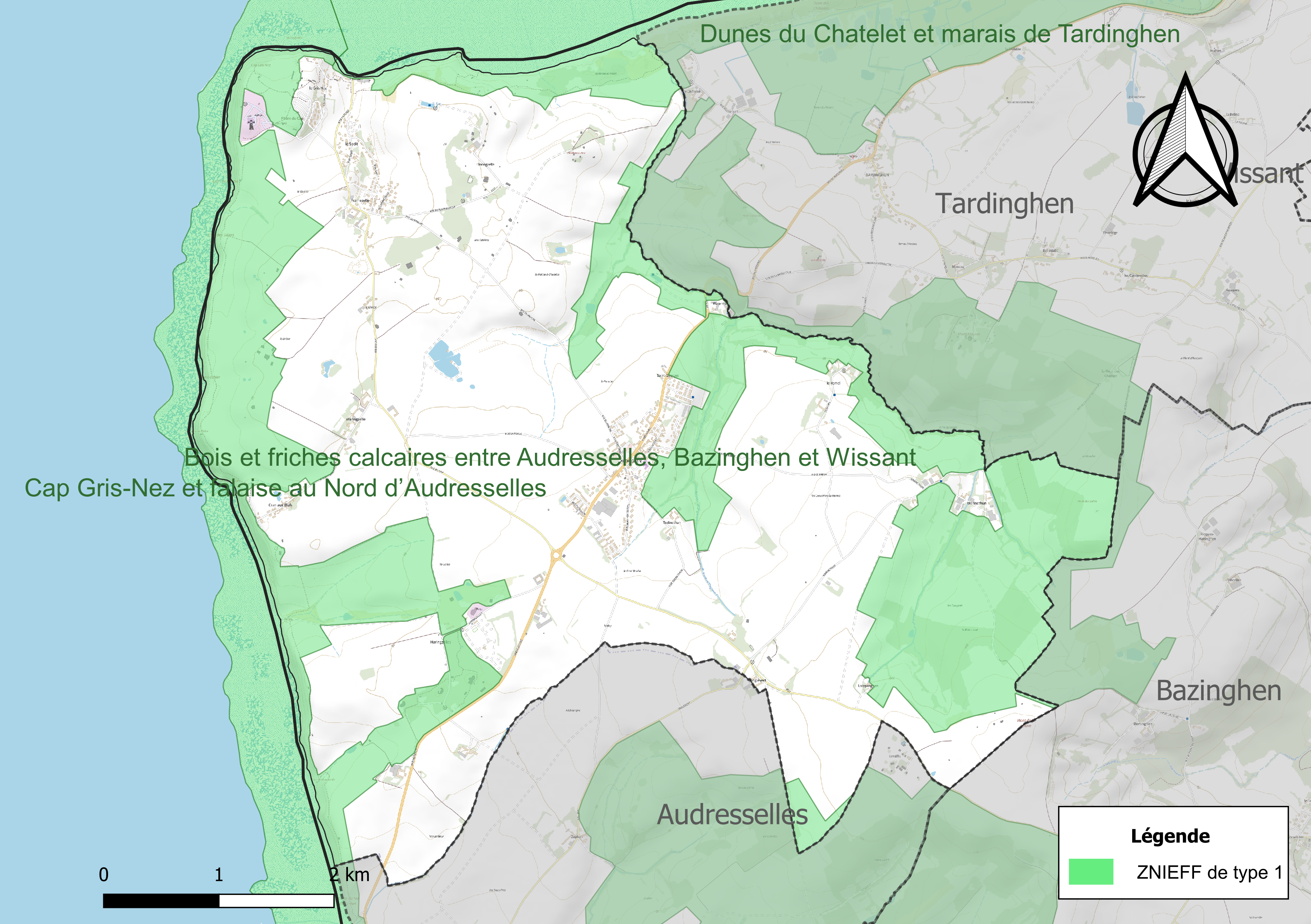
Carte des ZNIEFF sur la commune.

#### Site Natura 2000
Le réseau Natura 2000 est un réseau écologique européen de sites naturels d'intérêt écologique élaboré à partir des directives « habitats » et « oiseaux ». Ce réseau est constitué de zones spéciales de conservation (ZSC) et de zones de protection spéciale (ZPS). Dans les zones de ce réseau, les États membres s'engagent à maintenir dans un état de conservation favorable les types d'habitats et d'espèces concernés, par le biais de mesures réglementaires, administratives ou contractuelles.
Sur la commune, un site Natura 2000 de type B est défini en site d'importance communautaire (SIC) : les falaises du Cran aux Œufs et du cap Gris-Nez, dunes du Chatelet, marais de Tardinghen et dunes de Wissant, d'une superficie de 1 059 hectares et d'une altitude variant de 0  à   55 mètres.

## Urbanisme

### Typologie
Au 1er janvier 2024, Audinghen est catégorisée commune rurale à habitat dispersé, selon la nouvelle grille communale de densité à sept niveaux définie par l'Insee en 2022.
Elle est située hors unité urbaine. Par ailleurs la commune fait partie de l'aire d'attraction de Boulogne-sur-Mer, dont elle est une commune de la couronne,. Cette aire, qui regroupe 80 communes, est catégorisée dans les aires de 50 000 à moins de 200 000 habitants,.
La commune, bordée par la Manche, est également une commune littorale au sens de la loi du 3 janvier 1986, dite loi littoral. Des dispositions spécifiques d'urbanisme s'y appliquent dès lors afin de préserver les espaces naturels, les sites, les paysages et l'équilibre écologique du littoral, tel le principe d'inconstructibilité, en dehors des espaces urbanisés, sur la bande littorale des 100 mètres, ou plus si le plan local d'urbanisme le prévoit.

### Occupation des sols
L'occupation des sols de la commune, telle qu'elle ressort de la base de données européenne d'occupation biophysique des sols Corine Land Cover (CLC), est marquée par l'importance des territoires agricoles (92,3 % en 2018), en diminution par rapport à 1990 (96,7 %). La répartition détaillée en 2018 est la suivante : 
terres arables (71,8 %), prairies (15,2 %), zones agricoles hétérogènes (5,3 %), zones humides côtières (2,3 %), espaces verts artificialisés, non agricoles (2,2 %), zones urbanisées (1,9 %), forêts (1,2 %). L'évolution de l'occupation des sols de la commune et de ses infrastructures peut être observée sur les différentes représentations cartographiques du territoire : la carte de Cassini (XVIIIe siècle), la carte d'état-major (1820-1866) et les cartes ou photos aériennes de l'IGN pour la période actuelle (1950 à aujourd'hui).

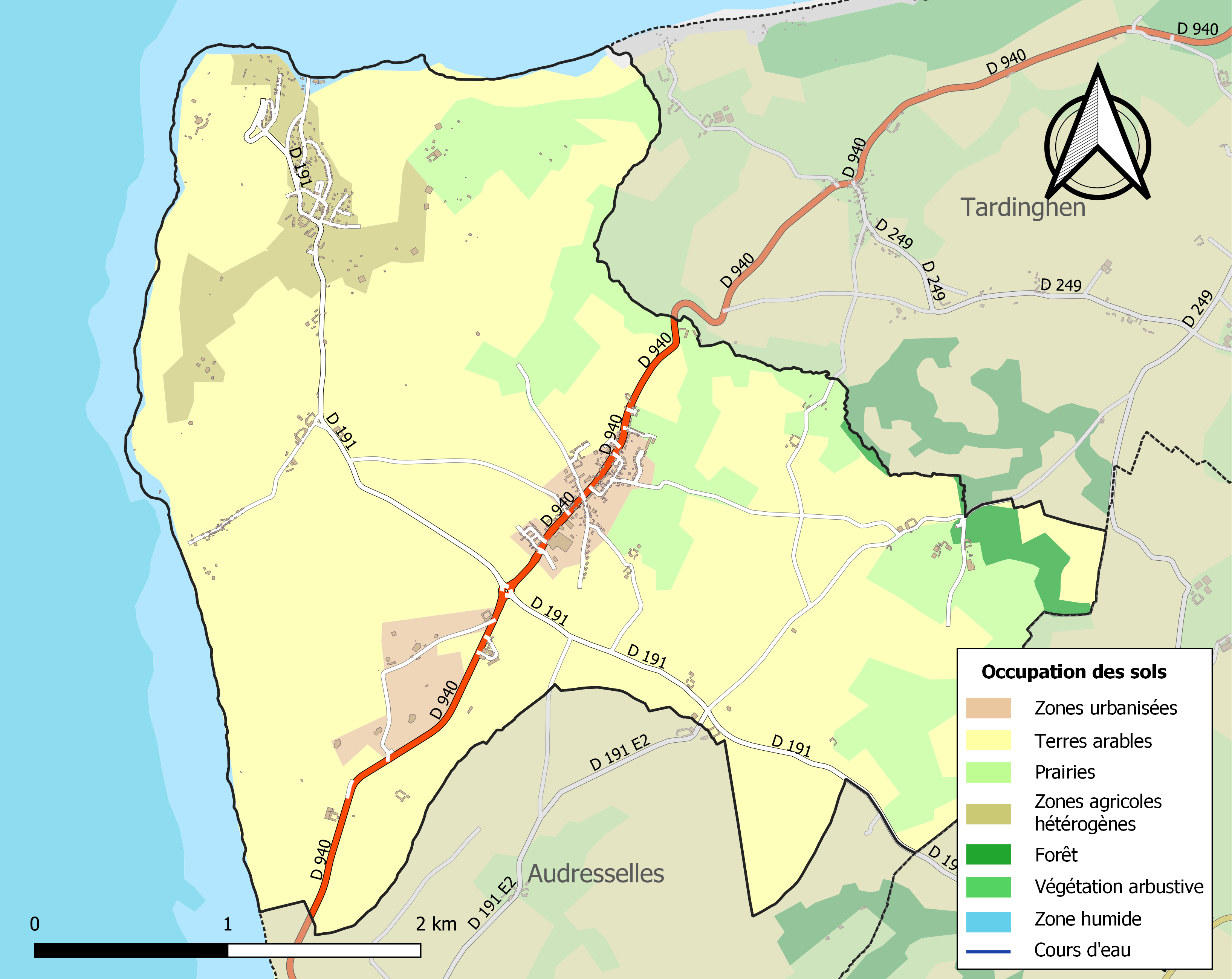
Carte des infrastructures et de l'occupation des sols de la commune en 2018 (CLC).

### Voies de communication et transports
Audinghen est traversée en son centre par la route départementale D940 (qui relie Calais à Berck en longeant la côte) et la D191 (qui relie Fauquembergues au cap Gris-Nez, via Licques et Marquise).
L'autoroute A16 (Paris-Amiens-Dunkerque) passe à proximité de la commune, la desservant par le biais de la sortie 36.

### Risques naturels et technologiques

#### Recul du trait de côte
Avec Ambleteuse, Tardinghen et Wissant, communes de la communauté de communes de la Terre des Deux Caps, la commune intègre, en 2024, la liste des communes vulnérables au recul du trait de côte. Elle figure dans le projet de décret modifiant le décret n° 2022-750 du 29 avril 2022 établissant la liste des communes dont l'action en matière d'urbanisme et la politique d'aménagement doivent être adaptées aux phénomènes hydrosédimentaires entraînant l'érosion du littoral,.

## Toponymie
Le nom de la localité est attesté sous les formes Otidinghem et Otidighem (Xe siècle), Audingahem (1084), Odengem (1125), Odingehem (1148), Hundingehem (1157), Hodingehem (1183), Odinghem (vers 1186), Oudingeam (1228), Odinguehem (v. 1254-1255), Hodinghem (vers 1512), Audinguen (1553), Audinghuen (1562-1564), Audinghen (1581), Audingan (1699), Audinghen (depuis 1793).
Oudingem et Flamerzele (pour le hameau de Framezelle) en néerlandais.
Il s'agit d'une formation toponymique germanique médiévale en -haim, devenu -hem en flamand et souvent francisé en -hain, -hen, -ent dans la région. Cet élément est précédé par l'anthroponyme germanique Audo, suivi de -inga « gens (de) », d'où le sens global de « demeure des gens (de la famille) d'Audo ».
Remarque : Maurits Gysseling ne cite pas les deux formes du Xe siècle qui semblent s'opposer à l'explication du premier élément par le nom de personne germanique Audo, puisqu'elles supposent un radical Otid-. Les formations toponymiques en -ing-hem sont semblables aux formation en -ing-ham de l'Angleterre.

## Histoire
Au Xe siècle, Audinghen était mentionnée comme Otidinghem, un nom propre et -hem (d'origine germanique), signifiant résidence.
Audinghen a été reconstruit plusieurs fois après avoir été complètement détruit et notamment :
- en 1543 ou 1544, selon les interprétations, une compagnie de soldats du roi d'Angleterre, Henri VIII, massacre et brûle les villageois à l'intérieur de l'église après que ces derniers acceptent l'offre de reddition proposée par le commandant de la troupe[41],[42].
- en 1943, les Anglais bombardent lourdement le bourg, alors investi par l'armée allemande. 95 % du village doit être reconstruit. Monique Delattre, six ans, est la dernière victime civile morte en soulevant un coussin piégé par l'occupant allemand[43].

La commune est décorée de la croix de guerre 1939-1945 le 11 novembre 1948, distinction également attribuée à 28 autres communes du Pas-de-Calais.

## Politique et administration

### Découpage territorial
La commune se trouve dans l'arrondissement de Boulogne-sur-Mer du département du Pas-de-Calais.

#### Commune et intercommunalités
La commune est membre de la communauté de communes de la Terre des Deux Caps.

#### Circonscriptions administratives
La commune est rattachée au canton de Desvres.

#### Circonscriptions électorales
Pour l'élection des députés, la commune fait partie de la sixième circonscription du Pas-de-Calais.

### Élections municipales et communautaires

#### Liste des maires
| Période                                  | Période                       | Identité     | Étiquette | Qualité |
| ---------------------------------------- | ----------------------------- | ------------ | --------- | --- |
| Les données manquantes sont à compléter. |                               |              |           | |
| avant 1995                               | 2001                          | Marcel Caron | DVD       | |
| mars 2001                                | 2008                          | Paul Calais  |           | |
| mars 2008                                | En cours (au 31 janvier 2022) | Marc Sarpaux | LREM      | Responsable département exploitation au port de Calais Conseiller départemental depuis 2021 Réélu pour le mandat 2014-2020 Réélu pour le mandat 2020-2026, |

## Équipements et services publics

### Justice, sécurité, secours et défense
La commune dépend du tribunal judiciaire de Boulogne-sur-Mer, du conseil de prud'hommes de Boulogne-sur-Mer, de la cour d'appel de Douai, du tribunal de commerce de Boulogne-sur-Mer, du tribunal administratif de Lille, de la cour administrative d'appel de Douai, de la cour administrative d'appel de Douai et du tribunal pour enfants de Boulogne-sur-Mer.

## Population et société

### Démographie
Les habitants de la commune sont appelés les Audinghenois.

#### Évolution démographique
L'évolution du nombre d'habitants est connue à travers les recensements de la population effectués dans la commune depuis 1793. Pour les communes de moins de 10 000 habitants, une enquête de recensement portant sur toute la population est réalisée tous les cinq ans, les populations de référence des années intermédiaires étant quant à elles estimées par interpolation ou extrapolation. Pour la commune, le premier recensement exhaustif entrant dans le cadre du nouveau dispositif a été réalisé en 2004.

En 2022, la commune comptait 623 habitants, en évolution de +7,6 % par rapport à 2016 (Pas-de-Calais : −0,72 %, France hors Mayotte : +2,11 %).
| 1793 | 1800 | 1806 | 1821 | 1831 | 1836 | 1841 | 1846 | 1851 |
| ---- | ---- | ---- | ---- | ---- | ---- | ---- | ---- | ---- |
| 769  | 659  | 792  | 754  | 895  | 853  | 807  | 790  | 802  |

| 1856 | 1861 | 1866 | 1872 | 1876 | 1881 | 1886 | 1891 | 1896 |
| ---- | ---- | ---- | ---- | ---- | ---- | ---- | ---- | ---- |
| 765  | 738  | 722  | 681  | 665  | 654  | 637  | 649  | 652  |

| 1901 | 1906 | 1911 | 1921 | 1926 | 1931 | 1936 | 1946 | 1954 |
| ---- | ---- | ---- | ---- | ---- | ---- | ---- | ---- | ---- |
| 624  | 600  | 556  | 500  | 527  | 519  | 503  | 149  | 431  |

| 1962 | 1968 | 1975 | 1982 | 1990 | 1999 | 2004 | 2006 | 2009 |
| ---- | ---- | ---- | ---- | ---- | ---- | ---- | ---- | ---- |
| 505  | 457  | 461  | 468  | 503  | 548  | 554  | 576  | 584  |

| 2014 | 2019 | 2022 | - | - | - | - | - | - |
| ---- | ---- | ---- | - | - | - | - | - | - |
| 575  | 588  | 623  | - | - | - | - | - | - |

#### Pyramide des âges
En 2018, le taux de personnes d'un âge inférieur à 30 ans s'élève à 33,7 %, soit en dessous de la moyenne départementale (36,7 %). À l'inverse, le taux de personnes d'âge supérieur à 60 ans est de 25,0 % la même année, alors qu'il est de 24,9 % au niveau départemental.
En 2018, la commune comptait 297 hommes pour 288 femmes, soit un taux de 50,77 % d'hommes, largement supérieur au taux départemental (48,5 %).
Les pyramides des âges de la commune et du département s'établissent comme suit.
| Hommes | Classe d’âge | Femmes |
| ------ | ------------ | ------ |
| 0,7    | 90 ou +      | 1,0    |
| 5,4    | 75-89 ans    | 6,6    |
| 19,1   | 60-74 ans    | 17,3   |
| 20,1   | 45-59 ans    | 15,9   |
| 20,7   | 30-44 ans    | 26,0   |
| 15,1   | 15-29 ans    | 12,1   |
| 19,1   | 0-14 ans     | 21,1   |

| Hommes | Classe d’âge | Femmes |
| ------ | ------------ | ------ |
| 0,5    | 90 ou +      | 1,6    |
| 5,6    | 75-89 ans    | 8,9    |
| 16,7   | 60-74 ans    | 18,1   |
| 20,2   | 45-59 ans    | 19,2   |
| 18,9   | 30-44 ans    | 18,1   |
| 18,2   | 15-29 ans    | 16,2   |
| 19,9   | 0-14 ans     | 17,9   |

### Sports et loisirs
Les 10 et 11 septembre 2022, la commune et les 2 Caps, cap Gris-Nez et cap Blanc-Nez, accueillent le départ des deux journées de la 15e édition du trail national Côte d'Opale. L'arrivée des épreuves de ces deux journées a lieu à Wimereux.

#### Pistes cyclables
La piste cyclable « La Vélomaritime », partie côtière française de la « Véloroute de l'Europe - EuroVelo 4 », qui relie Roscoff en France à Kiev en Ukraine sur 5 100 km, traverse la commune, en venant d'Audresselles pour desservir Tardinghen,.

#### Sentier pédestre
Le sentier de grande randonnée GR 120 ou GR littoral (partie du sentier européen E9 allant du Portugal à l'Estonie), appelé aussi sentier des douaniers, traverse la commune en longeant la côte.

### Cultes
- La paroisse Notre-Dame-des-Flots.

## Économie

### Revenus de la population et fiscalité
En 2019, dans la commune, il y a 246 ménages fiscaux qui comprennent 598 personnes pour un revenu médian disponible par unité de consommation de 19 450 euros, soit inférieur au revenu médian de la France métropolitaine qui est de 21 930 euros,.

### Tourisme

#### Hôtellerie, camping et autres hébergements collectifs
Au 1er janvier 2025, la commune dispose de quatre hôtels pour une capacité totale de 30 chambres, de deux campings totalisant 256 emplacements et d'aucun autre type d'hébergement collectif,.

## Culture locale et patrimoine

### Lieux et monuments

#### Monuments historiques
- Les ruines du fort de Blaquetz (ou Black-Nose) construit sous Henri VIII (XVIe siècle), dont une partie est tombée dans la mer. Ces ruines sont inscrites au titre des monuments historiques depuis le 22 mars 2012[62].
- L'église Saint-Pierre et le clocher du bourg reconstruits après les dommages de guerre, en 1960, par l'architecte Alexandre Colladant[63], l'église est inscrite à l'inventaire supplémentaire des monuments historiques le 2 mai 2006[64].
- Le phare du cap Gris-Nez. Il est inscrit au titre des monuments historiques depuis le 30 décembre 2010[65].

L'église Saint-Pierre.
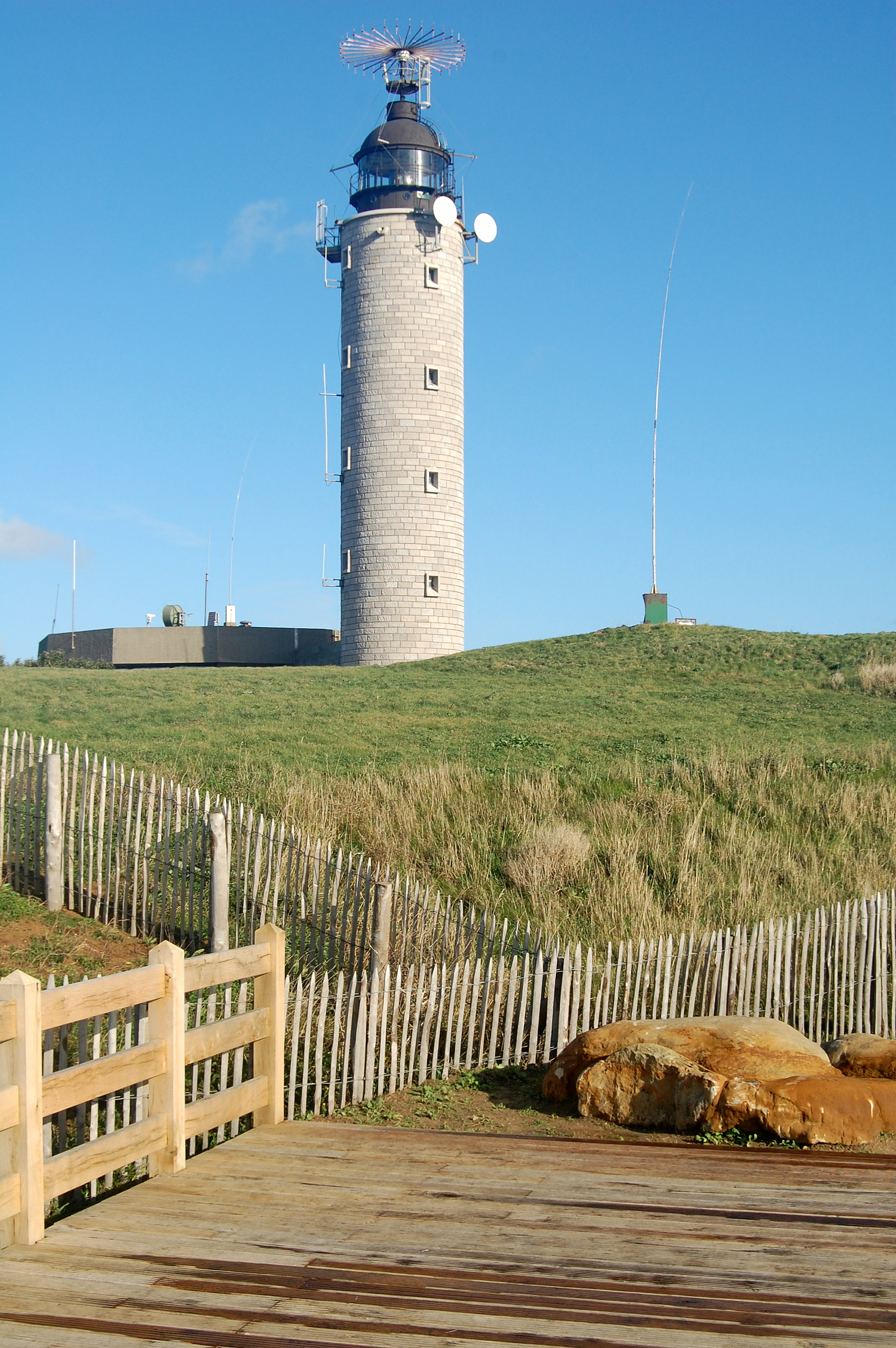
Le phare.

#### Autres lieux et monuments
- La batterie Todt composée de quatre bunkers du mur de l'Atlantique, équipés de canons de 380 mm pouvant atteindre l'Angleterre, dont l'un est reconverti en musée de la Seconde Guerre mondiale, avec, pour pièce maîtresse, un imposant canon de marine Krupp K5, unique en Europe.
- L'abri du douanier appelé guérite du perroquet de falaise (XIXe siècle).
- Le monument aux morts[66].
- La butte médiévale  (motte castrale)  est située sur le territoire de Framezelle, très proche du Cap Gris-Nez faisait partie du domaine de Raoul de Fiennes[67]
- Le Cran Poulet abrite la chapelle de Notre-Dame des Flots, réputée pour sa source miraculeuse. On y accède en empruntant le chemin de randonnée GR120 qui serpente entre la Cap Gris Nez et Audresselles[68].

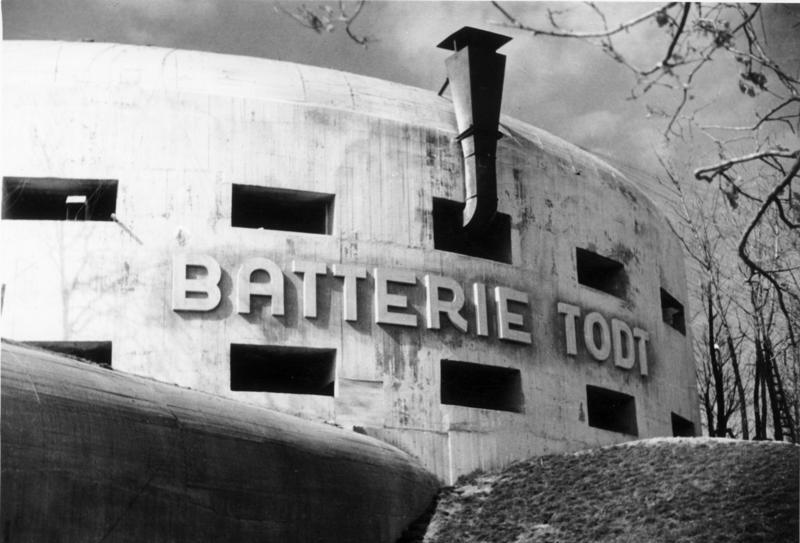
La batterie Todt.
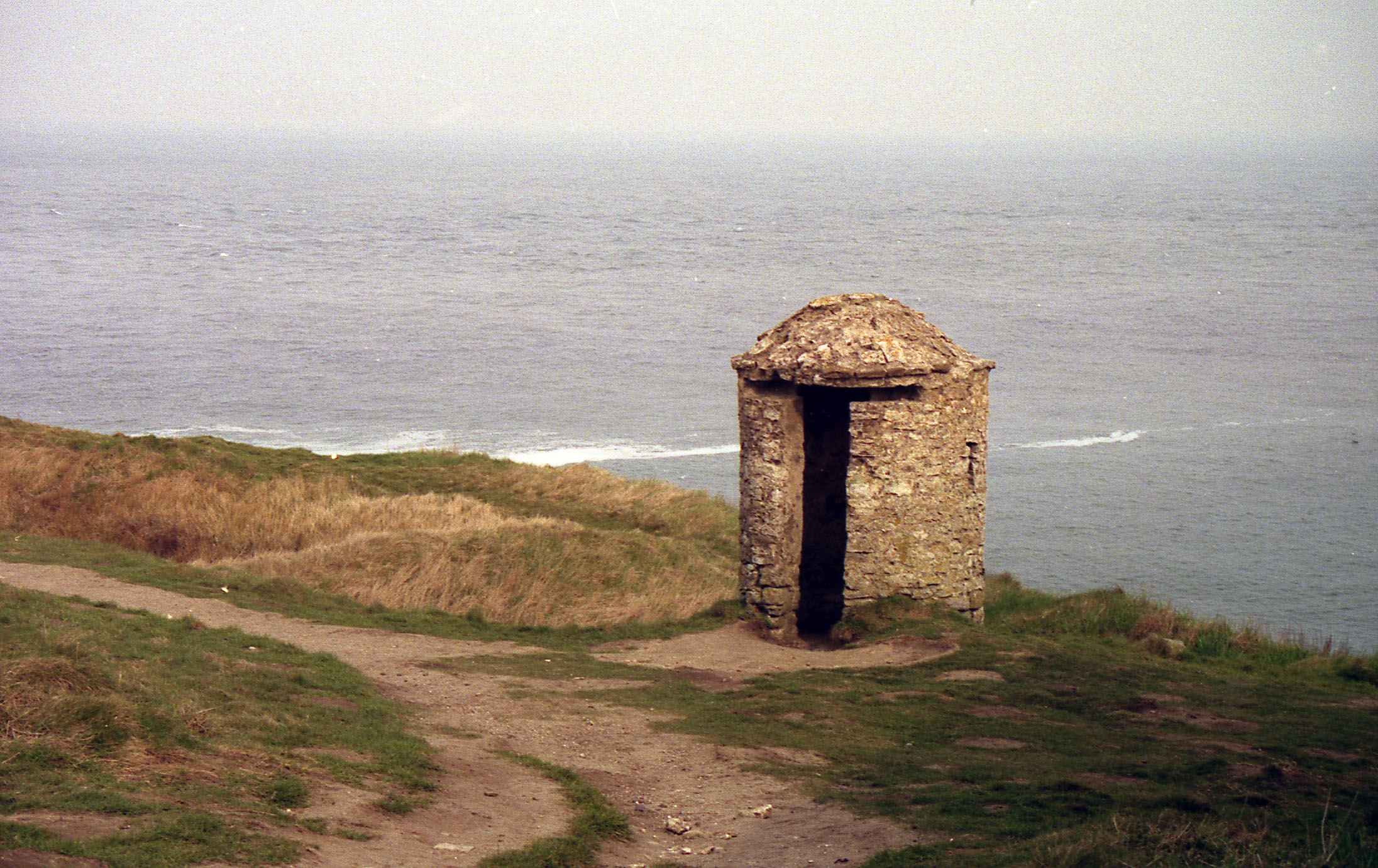
L'abri du douanier.
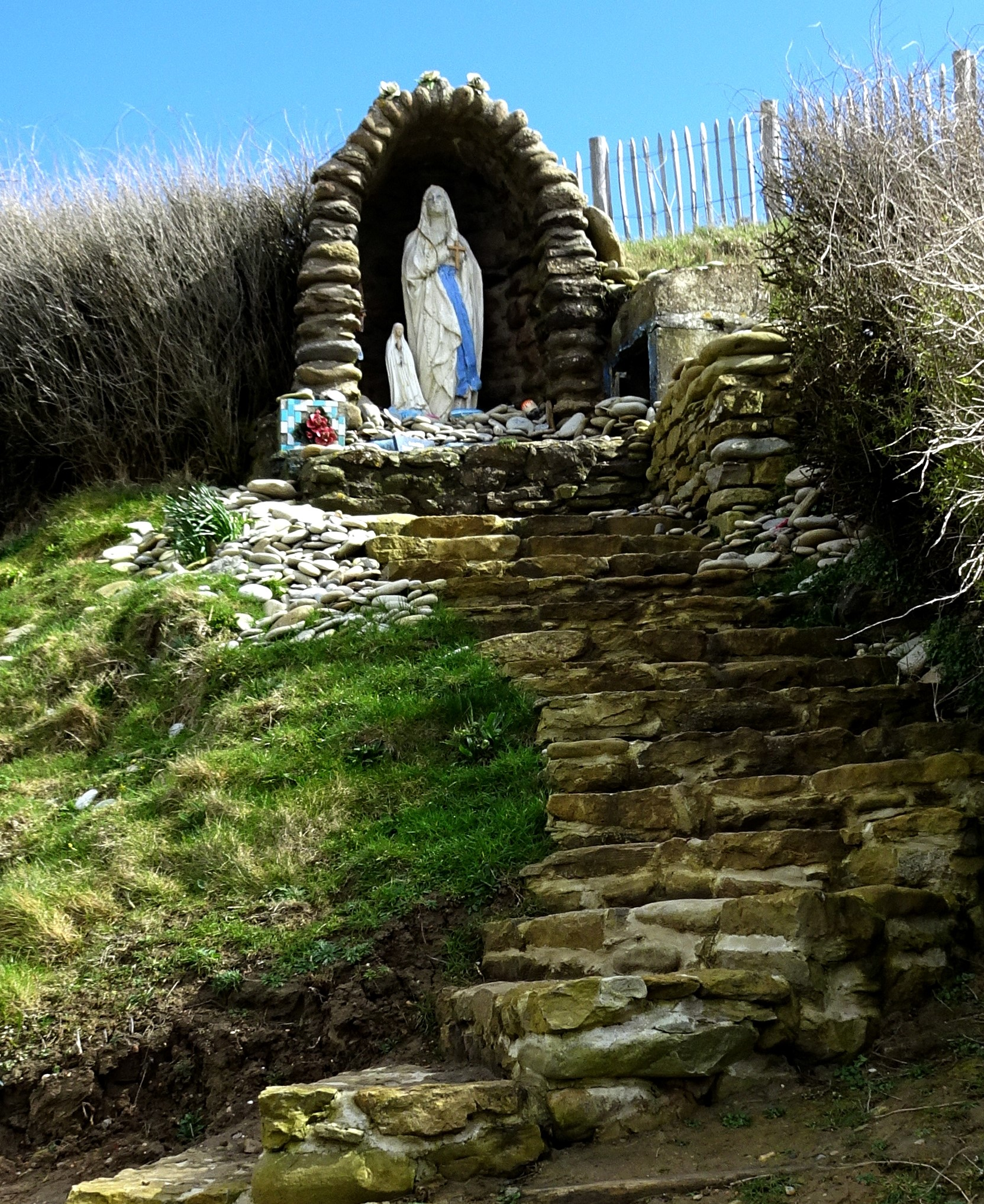
La chapelle de Notre-Dame des Flots du Cran Poulet

### La commune dans les arts
- 1936 : La passante du Sans-Souci, roman de Joseph Kessel. Au chapitre X, le narrateur retrouve Elsa et Max qui passent l'été dans une maison de pêcheurs du village du Cran-aux-Œufs.
- 2017 : Happy End, film réalisé par Michael Haneke, la scène finale, avec Jean-Louis Trintignant et Isabelle Huppert, est tournée sur la plage de la Sirène[69].

### Personnalités liées à la commune
- Benoît-Agathon Haffreingue (1785-1871), né sur la commune, prêtre reconstructeur de la cathédrale Notre-Dame de Boulogne-sur-Mer.
- Francis Tattegrain (1852-1915), peintre, a peint notamment à Audinghen Les naufrageurs de la falaise du Cran aux Œufs (tableau qui décorait la salle des ventes de Boulogne-sur-Mer, appartient désormais à une famille belge ayant une maison à Ambleteuse).
- Raoul de Godewarsvelde (1928-1977), photographe et chanteur, mort à Audinghen.
- Klaus Momber, lieutenant de vaisseau dans la marine allemande (Oberleutnant zur See), à la tête des 1 800 hommes qui constituaient la batterie Todt.
- Le professeur Tuxen, botaniste allemand qui a guidé les travaux de plantation du bois d'Haringzelle, afin de dissimuler les casemates de l'organisation Todt. Il s'agit d'espèces adaptées aux vents marins, qui ont été prélevées dans les forêts de la région de Boulogne.
- Maurice Boitel (1919-2007), peintre, a peint notamment le hameau du Cran aux Œufs et les falaises au sud de la commune.
- Alain Bashung (1947-2009), commune de son mariage, en 2001.

### Héraldique
| Blason de Audinghen | Blason  | Parti d'argent et d'or ; à la croix ancrée de gueules brochante, à la tour ouverte d'argent, maçonnée de sable, brochante sur le tout ; au chef d'azur chargé de trois lionceaux d'or. |
| Blason de Audinghen | Détails | Les trois lions du chef viennent des armes de la famille de Framezelle, issue du hameau de ce nom, sur le territoire actuel d'Audinghen, qui succédèrent au XIVe siècle aux seigneurs de Verchocq jusqu'au début du XVIIe siècle. L'origine de la croix ancrée et de la tour reste inconnue. Le statut officiel du blason reste à déterminer. |

## Pour approfondir